# كارل مانهايم
كارل مانهايم (Karl Mannheim) (1893-1947) عالم اجتماع يهودي، مجري الأصل من مؤسسي علم الاجتماع الكلاسيكي ويعد مؤسس علم اجتماع المعرفة.
الهدف الخاص لعلم اجتماع المعرفة هو تحليل العلاقات بين التمثيلات العامة للواقع وخلفيتها المكونة من الظروف التاريخية والاجتماعية.
التعارض بعد ذلك بين الأيديولوجيا واليوتوبيا يأتي من حقيقة أن الأولى تميل إلى إضفاء الشرعية على الوضع الراهن في حين أن الآخرى هي أكثر ابتكارا ونقدا وتهدف إلى التغيير والتغلب على ما هو قائم.

## روابط خارجية
- كارل مانهايم على موقع الموسوعة البريطانية (الإنجليزية)
- كارل مانهايم على موقع إن إن دي بي (الإنجليزية)